# Годо, Антуан
Антуа́н Годо́  (фр. Antoine Godeau; 24 сентября 1605, Дрё — 21 апреля 1672, Ванс) — французский поэт и священнослужитель, один из первых членов Французской академии.

## Биография и творчество
Кроме академических работ по словарю французского языка, Годо занимался сочинением галантных стихотворений. Друг и родственник Конрара, посещал салон Рамбуйе, в котором пользовался большим успехом. В салоне за малый рост ему было там присвоено прозвище «Nain de Julie» (карлик Юлии, дочери мадам де Рамбуйе). В 1636 г. Ришельё сделал его епископом Грасским, после чего Годо перешёл от сочинения мадригалов к написанию псалмов.

## Значение творчества
Известность Годо, довольно большая при жизни, исчезла, когда прошел во французской литературе культ вычурной салонной поэзии; поэзия его представляет лишь исторический интерес, как образчик «прециозного» стиля. Годо вместе с его товарищами по основанию академии остроумно осмеян Сент-Эвремоном в «Комедии академистов».

## Сочинения
Сочинения Годо: «Oeuvres poétiques» (1660-63), «Paraphrase des épîtres canoniques» (1640), «Discours sur les oeuvres de Malherbe» (1629) и др.